# 孙师毅
孙师毅（1904年—1966年），笔名施谊，男，浙江杭州人，生于江西南昌，中国电影编剧、歌词作家，曾任中国电影家协会理事。